# Pleopeltis complanata
Pleopeltis complanata är en stensöteväxtart som först beskrevs av Charles Alfred Weatherby, och fick sitt nu gällande namn av E.A.Hooper. Pleopeltis complanata ingår i släktet Pleopeltis och familjen Polypodiaceae. Inga underarter finns listade.